# 関口拓真
関口 拓真（せきぐち たくま、2005年4月1日 - ）は、日本の男子自転車競技ロードレースチーム選手。
元BFYレーシング所属。神奈川県立深沢高等学校所属。

## 来歴
神奈川県藤沢市に生まれる。藤沢市立明治中学校に通い、写真部、陸上部に所属した。神奈川県立深沢高等学校に進学。チームBFYレーシングに所属していたが引退し、深沢高等学校の名前で活動を始める。

## 主な戦績
- 2021高石杯　高校生クラス　2位
- 2021神奈川県新人戦　ポイントレース1位
- 2021神奈川県新人戦　スクラッチ1位
- 2021神奈川県新人戦　1kmTT 3位
- 2021群馬CSCロードレース　ユースクラス　1位[3]
- 第19回JBCF石川サイクルロードレース　2位[3]
- 2021神奈川県インターハイスクラッチ予選　7位
- 第15回加須タイムトライアル・ロードレース大会　4位
- 大磯クリテリウム2020 - 20221シーズン　
  - 第1戦ピュアビギナー　1位
  - 第3戦ビギナー　2位
  - 第4戦スポーツ　1位
  - 第6戦エキスパート　4位
- 大磯クリテリウム2021 - 2022シーズン
  - 第2戦エキスパート3位